# Biskupi mińsko-mohylewscy
Biskupi mińsko-mohylewscy – administratorzy apostolscy, biskupi diecezjalni i biskupi pomocniczy diecezji, a od 1991 archidiecezji mińsko-mohylewskiej.

## Biskupi

### Biskupi diecezjalni
| Lata urzędowania | Biskup | Biskup                     | Uwagi                                                                                      |
| ---------------- | ------ | -------------------------- | ------------------------------------------------------------------------------------------ |
| 1991–2006        |        | Kazimierz Świątek          | arcybiskup metropolita, kardynał                                                           |
|                  |        | Antoni Dziemianko          | administrator apostolski sede vacante w latach 2006–2007                                   |
| 2007–2021        |        | Tadeusz Kondrusiewicz      | arcybiskup metropolita                                                                     |
|                  |        | Kazimierz Wielikosielec OP | administrator apostolski sede vacante w okresie od 3 stycznia 2021 do 23 października 2021 |
| od 2021          |        | Józef Staniewski           | arcybiskup metropolita                                                                     |

### Biskupi pomocniczy
| Lata urzędowania | Biskup | Biskup                  | Uwagi |
| ---------------- | ------ | ----------------------- | --- |
| 1999–2003        |        | Cyryl Klimowicz         | następnie biskup diecezjalny diecezji św. Józefa w Irkucku                                                                   |
| 2004–2012        |        | Antoni Dziemianko       | następnie administrator apostolski sede vacante mińsko-mohylewskiej w latach 2006–2007, późniejszy biskup diecezjalny piński |
| od 2014          |        | Juryj Kasabucki         | |
| od 2015          |        | Alaksandr Jaszeuski SDB | |